# Aéroport de Paris - Le Bourget
L'aéroport de Paris - Le Bourget (code IATA : LBG • code OACI : LFPB), couramment abrégé en « aéroport du Bourget », est un aéroport français francilien situé à 13 km au nord-est de Paris. L’aéroport est géré par le Groupe ADP, et exploité commercialement sous la marque Paris Aéroport depuis le 14 avril 2016. Il tire son nom de la commune du Bourget en Seine-Saint-Denis où il est partiellement situé.
L'aérodrome est ouvert au trafic national et international commercial non régulier (aéronefs d'au plus 25 sièges uniquement), aux avions privés, à l'aviation générale, au vol aux instruments (IFR) et au vol à vue (VFR) avec certaines restrictions de sûreté (plan Vigipirate).

## Histoire

### Débuts

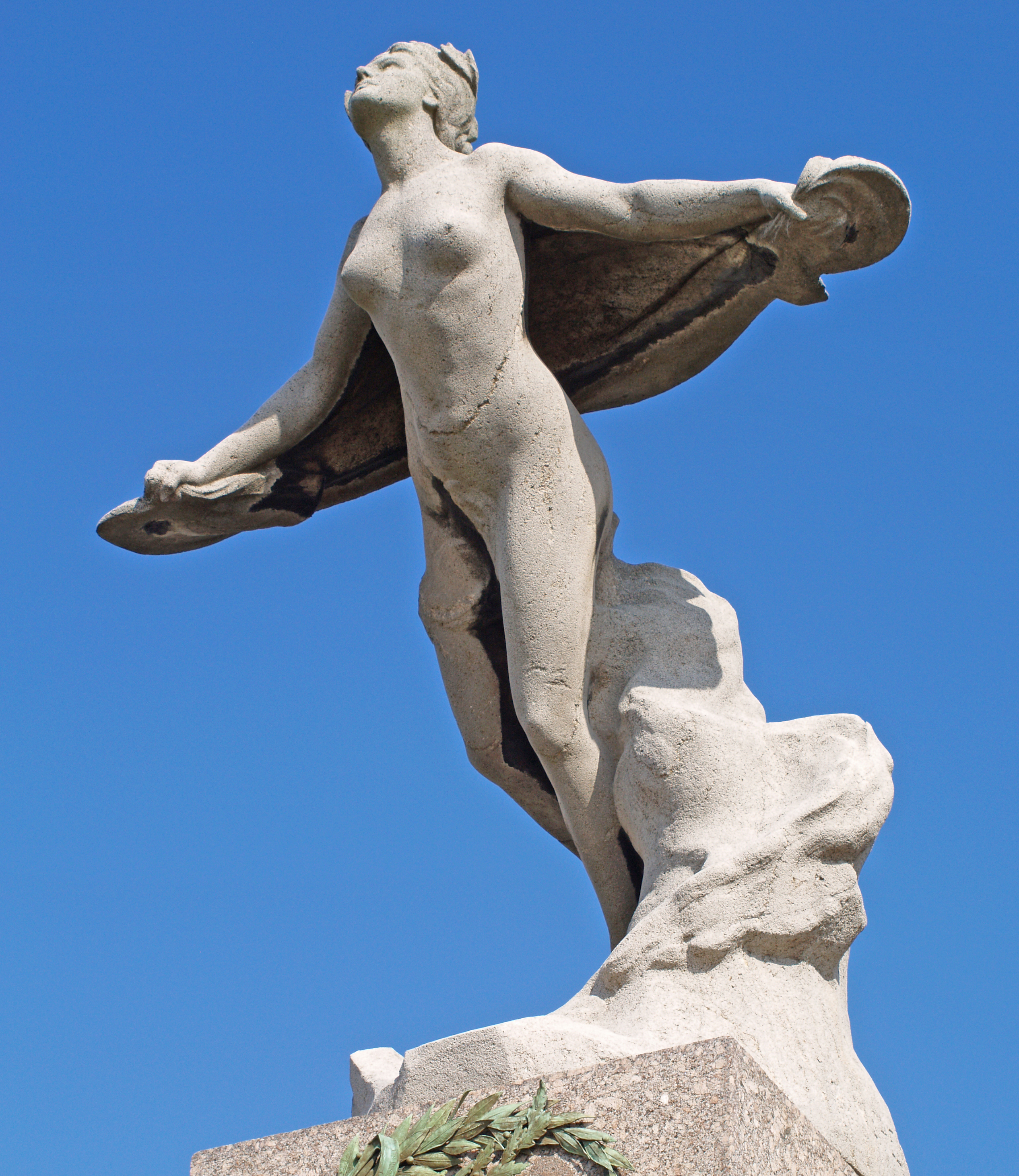
Statue érigée à l'entrée de l'aéroport du Bourget pour commémorer le vol de Nungesser et Coli, puis celui de Lindbergh.

À l'origine, Le Bourget est un terrain d'aviation militaire. Après le déclenchement de la Première Guerre mondiale et l'invasion allemande arrêtée in extremis par la bataille de la Marne, l'état-major français crée le camp retranché de Paris (CRP). Celui-ci est doté d'une escadrille de défense aérienne pour intercepter les avions allemands venant bombarder la capitale. Un des pionniers de l'aviation militaire, le capitaine Désiré Lucca, est placé à la tête de cette escadrille. Sa première tâche est de trouver un terrain propice à son installation. Ce dernier doit nécessairement se trouver au nord de Paris, entre le front d'où vient l'ennemi et la capitale. Le 9 octobre 1914, Désiré Lucca se pose sur le terrain d’Aéropolis, un projet de champ d'aviation. Le lendemain, l’état-major du général Gallieni vient sur place. Le général approuve le choix de Désiré Lucca. Le 12 octobre, les travaux commencent avec la construction de hangars Bessonneau. En un mois, le terrain est opérationnel,. L'escadrille du CRP y sera basée jusqu'à l'armistice de 1918.

### Après 1918
Ouvert en 1919, Le Bourget fut le premier aéroport civil de Paris et resta le seul jusqu'à la construction de l'aéroport d'Orly dans les années 1940. C'est au Bourget que s'est posé Charles Lindbergh, à l'âge de vingt-cinq ans, au terme de sa traversée de l'Atlantique à bord du Spirit of St. Louis. Il arriva le 21 mai 1927 après avoir parcouru 5 800 kilomètres en trente-trois heures et trente minutes. Environ 200 000 spectateurs l'attendaient sur les pistes du Bourget. Deux semaines auparavant, Charles Nungesser et François Coli décollaient du Bourget pour tenter la première traversée de l'Atlantique à bord de l'Oiseau blanc, l'appareil et ses deux pilotes ayant disparus au cours de leur tentative. Une statue érigée à l'entrée de l'aéroport, œuvre du sculpteur Gustave Michel, rappelle les vols de Lindbergh, Nungesser et Coli.
Cet aéroport est le premier de France à disposer d'une piste en dur, utilisable par tous les temps. Sur ce site est implantée la direction de la compagnie Air France lors de sa création en 1933.
L'aérogare historique est signée par l'architecte Georges Labro à l'issue d'un concours organisé par le ministère de l'Air en 1935. L'édifice, décoré avec la participation du peintre Lucien Martial, est inauguré le 12 novembre 1937, trop tard pour l'Exposition universelle de 1937 à Paris qui s'était tenue en mai. Le Bourget voit atterrir Adolf Hitler, venu visiter Paris en juin 1940 après l'invasion de la France. Il est sérieusement endommagé pendant la Seconde Guerre mondiale.

### Après-guerre
Reconstruit à l'identique après guerre, il continue à servir d'aéroport civil pour la capitale française durant des décennies, qui voient un développement rapide du transport aérien, jusqu'à sa reconversion à partir de 1977.
L'aéroport avait vu passer 2 millions de passagers en 1976.

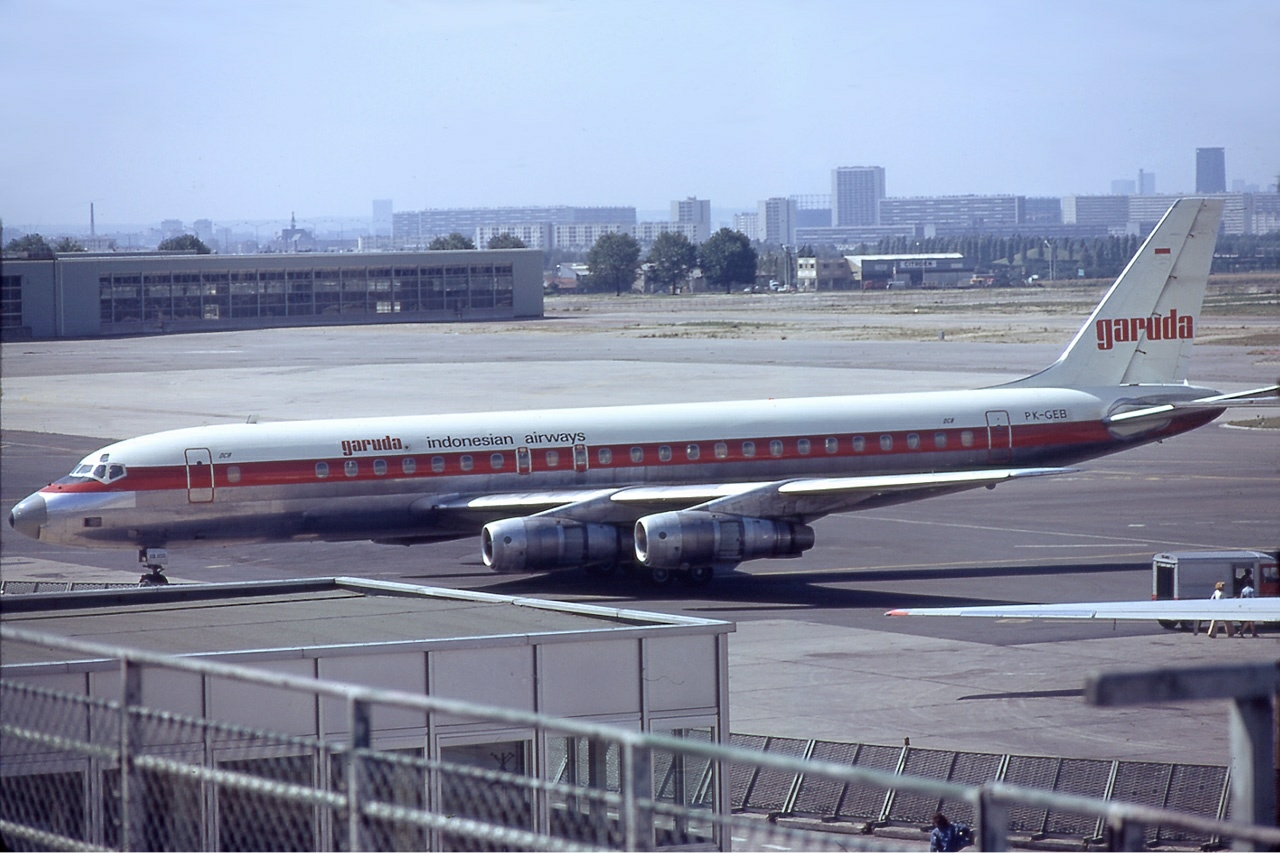
Douglas DC-8 de la compagnie indonésienne Garuda sur l'aéroport du Bourget en 1974

Dans la nuit du 29 au 30 mars 1977, les compagnies internationales quittaient les lieux pour s'installer à l'aéroport d'Orly-Sud et pour les compagnies néerlandaise KLM et scandinave SAS à l'aéroport de Paris-Charles-de-Gaulle en raison de la nature nordique de leurs trafics, ainsi que l'indonésienne Garuda, associée à KLM.
Air France avait déjà quitté la plateforme pour l'aéroport d'Orly en 1952, et La Postale en 1962.
Seules les compagnies régionales dites de troisième niveau étaient restées comme Air Alpes, Air Alsace, Air Anjou Transports, Air Dauphiné, Air Périgord, Air Vosges, Taxi Avia France, Europe Aéro Service, Uni Air Rouergue, Air Languedoc ou des plus petites comme Air Cholet, Trans Europe Air ou Thalass Air pour ne citer qu'elles.
En 1977, certaines d'entre elles ont été obligées de quitter Le Bourget pour Orly (dont la quarantaine de compagnies de transport à la demande).
Seuls quatre transporteurs régionaux s'y sont maintenus : Air-Alpes, Air-Alsace, Air Anjou Transports et la compagnie belge Publi-Air qui assure la liaison avec Liège. Ces quatre compagnies avaient représenté 160 000 passagers en 1976. Elles voyaient en Le Bourget, un « aéroport de province à Paris » avec les avantages d'un tel aéroport (procédures simples et rapides d'enregistrement et d'embarquement, parking passagers avec des places plus nombreuses et moins chères). Pour elles, Aéroport de Paris avait aménagé une « mini-aérogare » dans la partie centrale de l'aérogare historique.
La base aérienne 104 du Bourget de l'Armée de l'air demeure sur le site jusqu'à sa fermeture, en 1985. La base d'aéronautique navale du Bourget a fermé en 2011. Les bus « Air France » à destination de la capitale stoppaient avec la possibilité d’emprunter ceux de la RATP pour trois francs (0,67 euros de 2013).
Si les plus grosses compagnies régionales comme Touraine Air Transport avaient progressivement rejoint l'aéroport d'Orly (qui accueillait 60 % du trafic régional), le trafic domestique a définitivement cessé en 1981, laissant la plateforme uniquement aux compagnies d'affaires, à l’industrie aéronautique et aux bases de l'Armée de l'air et de l'aéronavale.

### Aujourd'hui

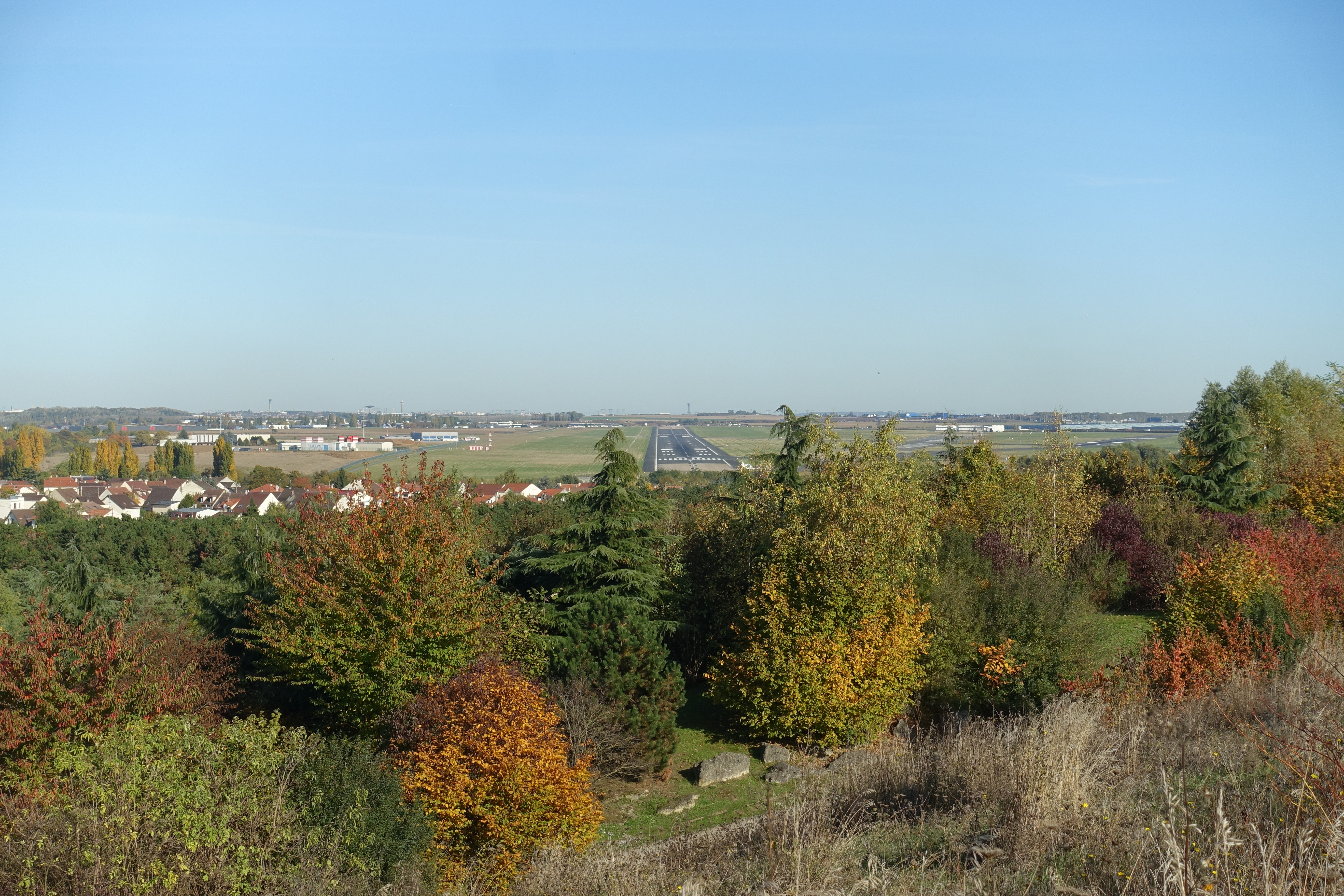
Les pistes vues du parc Georges-Valbon.

Aujourd'hui, il abrite la collection du musée de l'Air et de l'Espace. La Salle des Huit Colonnes de l’aérogare est restaurée pour un coût de 21,5 millions d’euros. Elle est inaugurée le 3 juin 2013 par Catherine Maunoury, directrice du musée de l'Air et de l'Espace, et par Jean-Yves Le Drian, ministre de la Défense. Avec ses colonnes monumentales, son plafond de verre voûté, ses escaliers de marbre et de ferronnerie, cette aérogare de style art déco devient en 2014 l'entrée principale du musée.
Une statue est érigée dans l'aéroport en l'honneur de la Française Raymonde de Laroche, qui fut la première femme à obtenir une licence de pilote.
La société Eurocopter, devenue Airbus Helicopters, leader mondial des fabricants d'hélicoptères, relocalise en juin 2011 son site de La Courneuve en bordure de l'aéroport.
Le 16 avril 2016, la société Aéroports de Paris annonce son plan stratégique Connect 2020 qui prévoit la création de deux nouvelles marques pour exploiter les activités du groupe : les aéroports parisiens (Paris-Charles-de-Gaulle, Paris-Orly et Paris-Le Bourget) sont regroupés sous la marque Paris Aéroport, et toutes les autres filiales de la société Aéroports de Paris sont réunies sous la marque Groupe ADP.
L'aéroport de Paris-Le Bourget est le premier aéroport d'affaires d'Europe devant Nice et Genève,,,,,,,. Selon les chiffres de la douane française, le Bourget accueille 60 000 avions d'affaires chaque année, avec trois pistes ouvertes 24h/24h et desservant 800 destinations.

## Situation géographique
L'aéroport de Paris - Le Bourget est situé à 13 km au nord-est de Paris. Ses 550 hectares se répartissent sur quatre communes appartenant à deux départements :
- Seine-Saint-Denis : Le Bourget et Dugny ;
- Val-d'Oise : Bonneuil-en-France et Gonesse.

| \| 20 km1:401 000 \| Beynes - Thiverval Chavenay - Villepreux Chelles Coulommiers Fontenay-Trésigny La Ferté-Alais Lognes-Émerainville Mantes - Chérence Meaux - Esbly Melun-Villaroche Moret - Épisy Nangis Les Loges Saint-Cyr-l'É. Les Mureaux Étampes Charles-de-Gaulle Le Bourget Orly Pontoise - Cormeilles-en-V. Paris-Saclay-Versailles Issy-les-M. Villacoublay |
| 20 km1:401 000 |

## Équipements

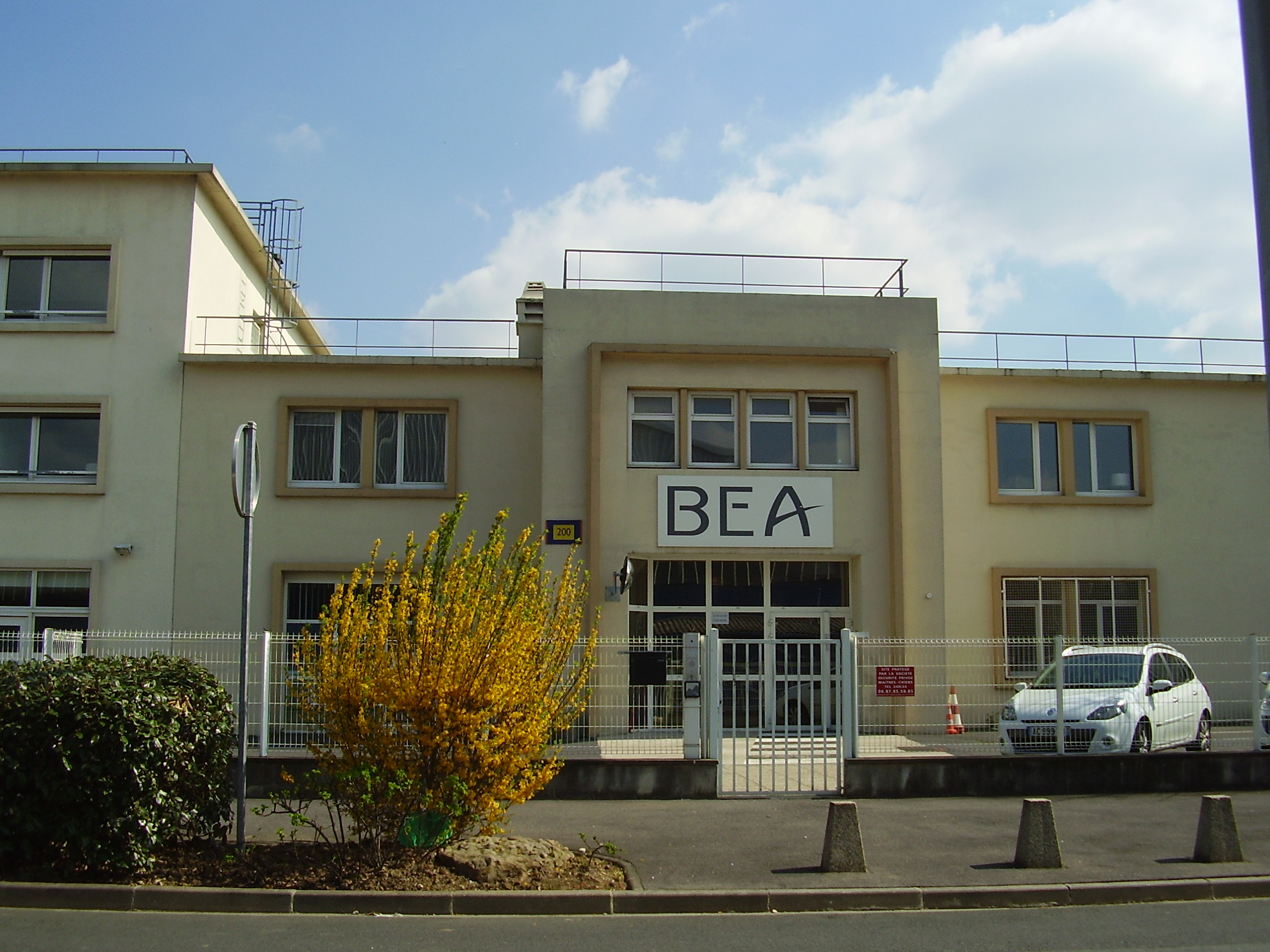
Bâtiment 153, le siège du Bureau d'enquêtes et d'analyses pour la sécurité de l'aviation civile, dans l'aéroport.

À l'instar de celui de Roissy-CDG, l'aéroport du Bourget dispose de sa propre unité de Service de secours et de lutte contre les incendies d'aéronefs (SSLIA), autrement dit de ses propres pompiers. Celle-ci est à même de traiter tous types d'interventions, depuis un feu simple jusqu'aux secours aux victimes, en passant par le risque aviaire.
De ce fait, le SSLIA dispose de véhicules spécifiques.

## Climat
La station est ouverte le 1er janvier 1920, à 48,967, 2,45, à 59 m d'altitude puis déplacée le 20 avril 2011, à 48,96722, 2,4278, à 49 m d'altitude.
Le Bourget a un climat de type Cfb (Océanique) avec comme record de chaleur 40,2 °C le 12 août 2003 et comme record de froid −18,2 °C le 17 janvier 1985. La température moyenne annuelle est de 11,2 °C.
| Mois                              | jan.  | fév.  | mars | avril | mai  | juin | jui. | août | sep. | oct. | nov. | déc.  | année |
| --------------------------------- | ----- | ----- | ---- | ----- | ---- | ---- | ---- | ---- | ---- | ---- | ---- | ----- | ----- |
| Température minimale moyenne (°C) | 1,4   | 1,5   | 3,5  | 5,1   | 8,8  | 11,5 | 13,4 | 13,2 | 10,6 | 7,7  | 4    | 2,5   | 7     |
| Température moyenne (°C)          | 4,1   | 4,7   | 7,5  | 9,8   | 13,8 | 16,6 | 19   | 19   | 15,8 | 11,8 | 7,2  | 5,1   | 11,2  |
| Température maximale moyenne (°C) | 6,7   | 8     | 11,5 | 14,5  | 18,7 | 21,6 | 24,5 | 24,7 | 20,8 | 15,9 | 10,3 | 7,6   | 15,4  |
| Record de froid (°C)              | −18,2 | −16,8 | −9,6 | −3,7  | −1,6 | 1,1  | 3,5  | 4,7  | 0,1  | −5,6 | −9,3 | −15,1 | −18,2 |
| Record de chaleur (°C)            | 16,1  | 20,8  | 24,7 | 31,9  | 33,1 | 36,2 | 39,6 | 40,2 | 35   | 28,6 | 20,3 | 17,2  | 40,2  |
| Précipitations (mm)               | 52,7  | 44,5  | 51,8 | 49,3  | 62,8 | 58,6 | 54,3 | 45,2 | 54,6 | 61,7 | 52,5 | 59,8  | 647,9 |

## Trafic
| Aéroport         | 2012   | 2013   | 2014   | 2015   | 2016   | 2017   | 2018   | 2019   |
| ---------------- | ------ | ------ | ------ | ------ | ------ | ------ | ------ | ------ |
| Paris-Le Bourget | 57 192 | 55 471 | 55 519 | 54 688 | 53 654 | 55 166 | 57 295 | 54 656 |

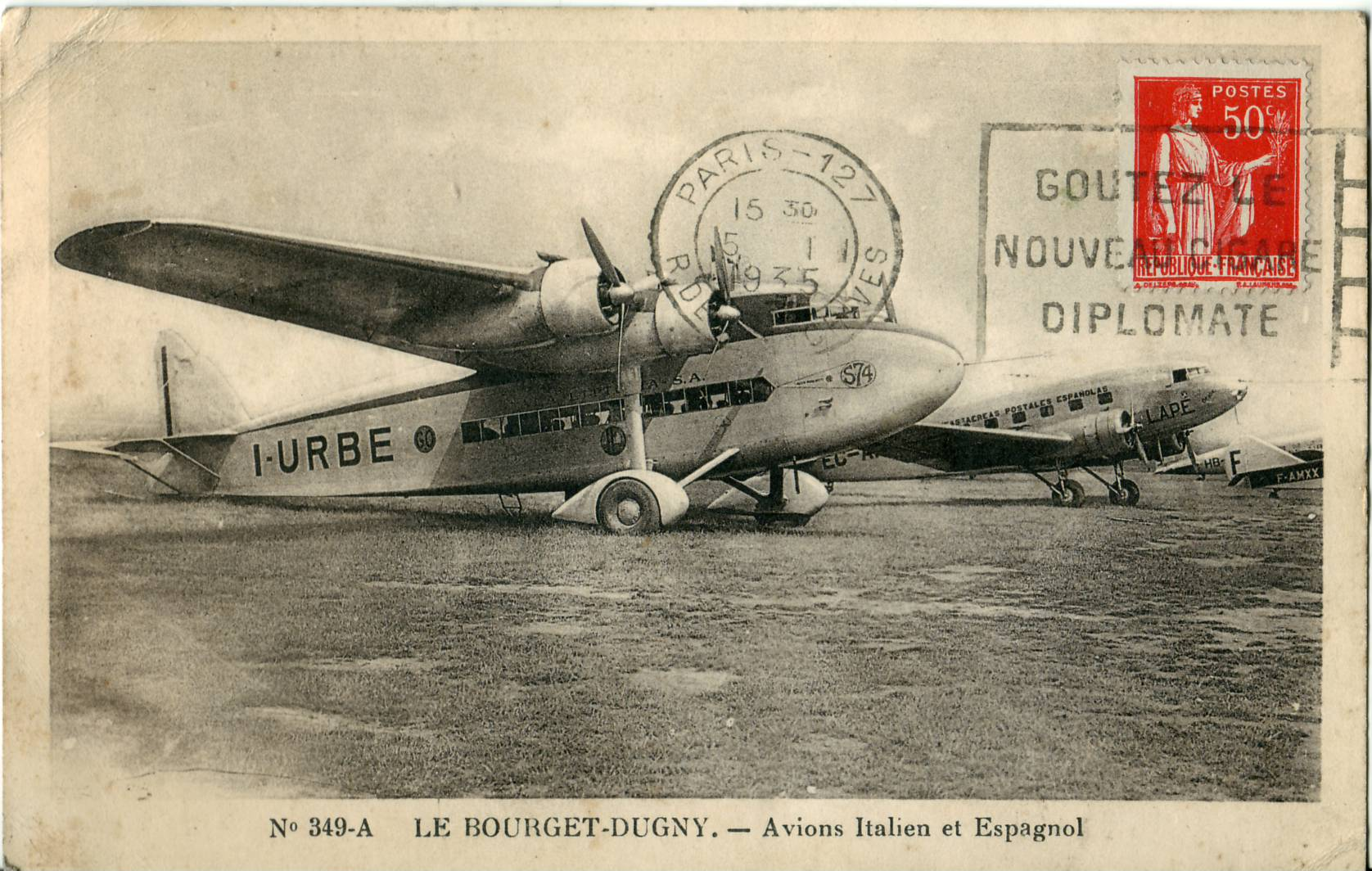
Avions italien et espagnol, dans les années 1930, avant la construction de l'aérogare actuelle.

L’aéroport de Paris - Le Bourget est le premier aéroport d'affaires d'Europe. Quarante-cinq sociétés d'aviation privées et d'affaires y opèrent.
Il est également l'aéroport utilisé par le gouvernement français pour accueillir certaines délégations étrangères, comme le 8 avril 2018 où a été reçu Mohammed ben Salmane, prince héritier d'Arabie saoudite.

Schéma de l'aéroport avec l'emplacement de la future station de métro Le Bourget - Aéroport.

L'aéroport est la base de l'avion Beechcraft 1900 utilisé par le ministère de l'Intérieur au profit de la Police aux frontières (indicatif POF 75, en 2020 un avion loué à la compagnie aérienne Twin Jet et en 2023 à la compagnie Chalair) et le point de départ de l'équipe de football du Paris Saint-Germain (PSG).

## Desserte en transports en commun
Une station, nommée Le Bourget - Aéroport, de la future ligne 17 du métro est prévue pour la fin 2026.

## Parc des expositions de Paris - Le Bourget

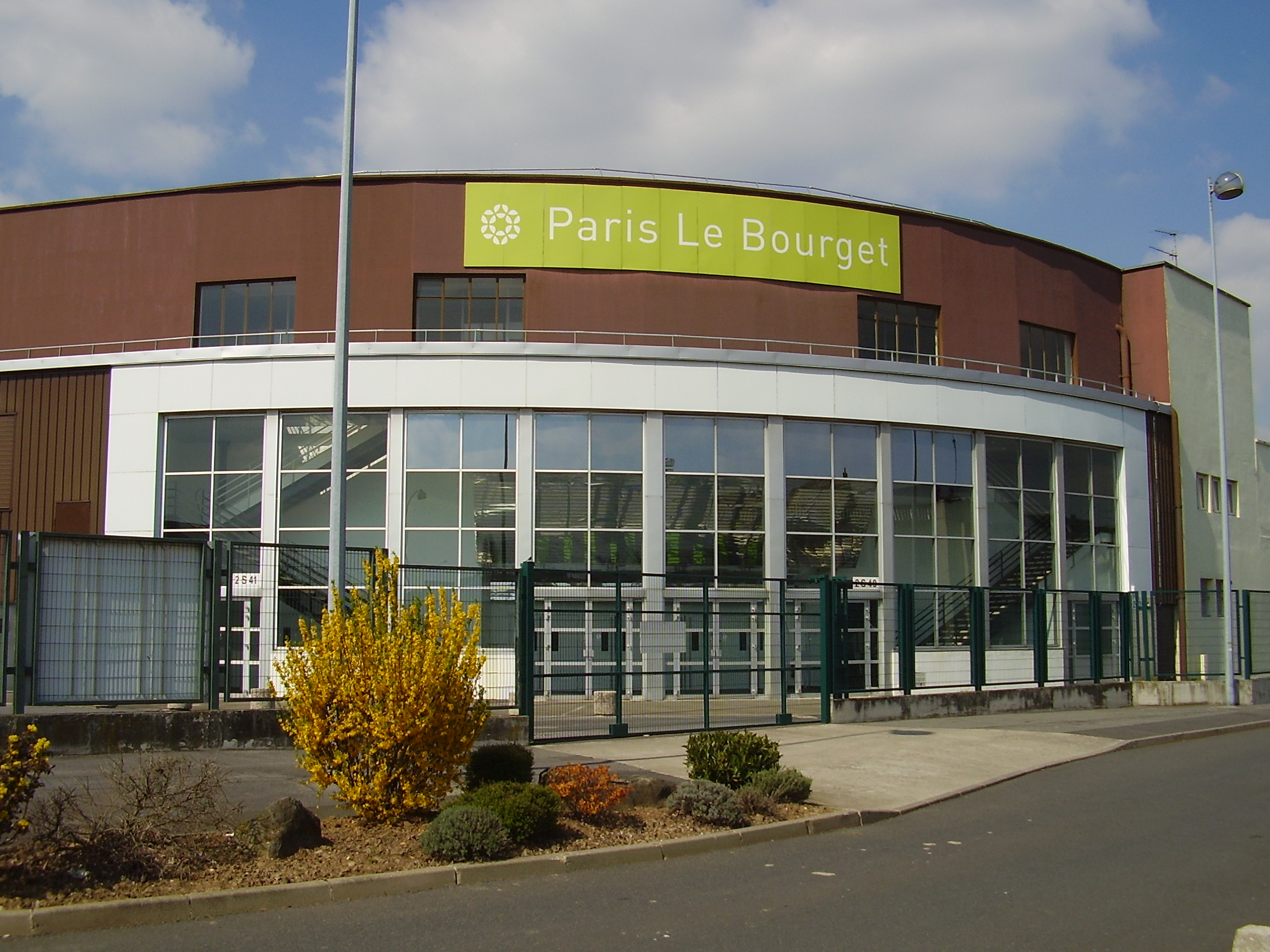
La façade du parc d'expositions du Bourget.

Depuis 1951, le Salon international de l'aéronautique et de l'espace de Paris - Le Bourget (SIAE) s'y déroule tous les deux ans.
Afin de satisfaire les exposants et le public toujours plus nombreux, les abords de l'aéroport ont été aménagés pour accueillir au mieux les exposants, avec des halls en dur, un espace aménageable et un vaste parking.

## Dans la fiction
L'aéroport a servi de lieu de tournage pour une scène du film Hibernatus (1968) d'Édouard Molinaro, avec Louis de Funès.
Quelques scènes du téléfilm Adieu de Gaulle, adieu (diffusé en 2009), avec Pierre Vernier, ont été tournées dans l’aéroport,
Plusieurs scènes du film Boîte noire (2021) de Yann Gozlan sont tournées aux abords de l'aérogare historique et dans l'enceinte du musée de l'Air et de l'Espace.

### Documentaire
- Angèle Berland, Le Bourget, un siècle d'aviation, RMC Découverte, 2019.